# Verenigd Koninkrijk op het Eurovisiesongfestival 1979
Het Verenigd Koninkrijk deed in 1979 voor de tweeëntwintigste keer mee aan het Eurovisiesongfestival. De groep Co-co was gekozen door de BBC door een nationale finale om het land te vertegenwoordigen.

## Nationale voorselectie
Onder de titel A Song for Europe 1979 hield het Verenigd Koninkrijk een nationale finale om de artiest en het lied te selecteren voor het Eurovisiesongfestival 1979. De nationale finale werd gehouden op 9 maart 1979 en werd gepresenteerd door Terry Wogan.
De winnaar werd gekozen door dertien regionale jury's.
| Artiest                      | Lied                            | Plaats | Punten |
| ---------------------------- | ------------------------------- | ------ | ------ |
| Black Lace                   | Mary Ann                        | 1      | 132    |
| Lynda Virtu                  | You Are My Life                 | 8      | 82     |
| Ipswich                      | Who Put the Shine on our Shoes  | 5      | 90     |
| Herbie Flowers & The Daisies | Mister Moonlight                | 5      | 90     |
| M.Squad                      | Miss Caroline Newley            | 11     | 44     |
| Eleanor Keenan               | Call my name                    | 3      | 109    |
| Guys 'n' Dolls               | How Do You Mend a Broken Heart? | 10     | 56     |
| Linda Kendrick               | All I needed was your love      | 12     | 33     |
| Monte Carlo                  | Home again                      | 7      | 83     |
| Sal Davis                    | Let it all go                   | 9      | 77     |
| The Nolan Sisters            | Harry, my Honolulo lover        | 4      | 101    |
| Kim Clark                    | Fantasy                         | 2      | 117    |

## In Jeruzalem
In Jeruzalem moest het Verenigd Koninkrijk aantreden als 17de, net na Noorwegen en voor Oostenrijk.
Op het einde van de puntentelling bleek dat ze op een zevende plaats waren geëindigd met 73 punten.
Van Nederland ontvingen ze vijf punten en van België geen.

### Gekregen punten

#### Finale
| 12 punten            | 10 punten                | 8 punten             | 7 punten            | 6 punten     |
| -------------------- | ------------------------ | -------------------- | ------------------- | ------------ |
|                      | - Denemarken - Noorwegen | - Duitsland - Italië | - Finland - Ierland | - Oostenrijk |
| 5 punten             | 4 punten                 | 3 punten             | 2 punten            | 1 punt       |
| - Nederland - Spanje | - Portugal               |                      | - Zwitserland       | - Monaco     |

### Punten gegeven door Verenigd Koninkrijk

#### Finale
Punten gegeven in de finale:
| 12 punten | Israël     |
| 10 punten | Luxemburg  |
| 8 punten  | Duitsland  |
| 7 punten  | Noorwegen  |
| 6 punten  | Frankrijk  |
| 5 punten  | Spanje     |
| 4 punten  | Ierland    |
| 3 punten  | Denemarken |
| 2 punten  | België     |
| 1 punt    | Oostenrijk |

1957 · 1958 · 1959 · 1960 · 1961 · 1962 · 1963 · 1964 · 1965 · 1966 · 1967 · 1968 · 1969 · 1970 · 1971 · 1972 · 1973 · 1974 · 1975 · 1976 · 1977 · 1978 · 1979 · 1980 · 1981 · 1982 · 1983 · 1984 · 1985 · 1986 · 1987 · 1988 · 1989 · 1990 · 1991 · 1992 · 1993 · 1994 · 1995 · 1996 · 1997 · 1998 · 1999 · 2000 · 2001 · 2002 · 2003 · 2004 · 2005 · 2006 · 2007 · 2008 · 2009 · 2010 · 2011 · 2012 · 2013 · 2014 · 2015 · 2016 · 2017 · 2018 · 2019 · 2020 · 2021 · 2022 · 2023 · 2024 · 2025